# Rimatara (isola)
Rimatara è un'isola dell'oceano Pacifico parte dell'arcipelago delle Isole Australi, amministrativamente ricompresa nella Polinesia Francese. Situata circa 550 km a sud di Tahiti e 150 km ad ovest di Rurutu è la più occidentale e la più piccola isola abitata delle Isole Australi. Al 2012 aveva una popolazione di 907 abitanti.

## Geografia
Rimatara è un altopiano vulcanico circolare circondato da una barriera corallina con un'altezza di 8-10 metri. Il punto più alto, la cima del Monte Uahu, misura 83 metri. 
L'isola ospita due rare specie di uccelli: il lorichetto di Kuhl e l'Acrocephalus rimitarae.

## Storia
Rimatara fu una delle ultime isole polinesiane a ricevere i visitatori europei. Il capitano Samuel Pinder Henry scoprì l'isola nel 1811. Due missionari tahitiani di Bora Bora giunsero a Rimatara nel 1822 e fondarono una missione protestante. La Francia istituì un protettorato nel 1889 e annesse l'isola nel 1901.

## Amministrazione
L'isola è parte del comune di Rimatara che include anche l'Isola Maria (Îlots Maria), un piccolo isolotto disabitato.
I principali villaggi dell'isola sono Amaru (la capitale), Anapoto e Mutuaura.

## Economia
L'isola ha un'economia agricola. Si coltivano il nori, il taro, il cocco e la copra. La popolazione, oltre all'agricoltura, si dedica alla pesca di sussistenza e alla produzione di ceste. L'apertura di un aeroporto nel 2006 e la costruzione della prima struttura ricettiva per turisti nel 2008 ha portato gradualmente allo sviluppo del turismo sull'isola.